# Costa Diadema (schip, 2014)
De Costa Diadema is een cruiseschip voor rederij Costa Crociere. Het schip werd in 2012 besteld en werd op 25 oktober 2014 afgeleverd. Het is op de werf in Marghera gebouwd door Fincantieri uit Triëst, dezelfde scheepsbouwer die ook de Costa Concordia bouwde.